# Wang Yaping
Wang Yaping (Vereenvoudigd Chinees: 王亚平) (Yantai, 27 januari 1980) is een Chinees ruimtevaarder. In 2013 werd ze de tweede Chinese vrouw in de ruimte, na Liu Yang in 2012.
Yaping’s eerste ruimtevlucht was Shenzhou 10 en werd gelanceerd met een Lange Mars 2F-draagraket op 11 juni 2013. Tijdens de missie werd gekoppeld met de Chinese ruimtelaboratoriummodule Tiangong 1. Aan boord voerde Yaping verschillende wetenschappelijke experimenten uit.
Tijdens haar tweede missie met Shenzhou 13 naar het Tiangong-ruimtestation heeft Wang Yaping als eerste Chinese vrouwelijke taikonaut een ruimtewandeling gemaakt.